# D-188A (航空機)
D-188A 
 (XF-109 / XF3L)
F-188A（XF-109）のイメージイラスト
- 用途：VTOL戦闘機
- 製造者：ベル・エアクラフト
- 運用者：アメリカ空軍、アメリカ海軍
- 生産数：1（モックアップ）
- 運用状況：キャンセル

D-188Aはアメリカ合衆国のベル・エアクラフト社が1950年代にアメリカ空軍向けに開発していた戦闘機。垂直離着陸機であったが、モックアップ段階で開発中止となった。

## 概要
ベル社は垂直離着陸できる戦闘機の構想を持っていた。最初にアメリカ海軍がベル社のD-188案に着目し、1955年になるとアメリカ空軍もこれに着目し、海軍型D-188、空軍型D-188Aとして開発が進められることとなった。最大速度はマッハ2.3を計画していた。D-188Aは肩翼配置の短い主翼を持ち、主翼端には各2基ずつのJ89-GE-5・ジェットエンジンを装備している。このエンジンは水平から垂直まで2基組のナセルごと回転する（ティルトジェット）。機体前部・コックピット後方にはJ85-GE-19・ジェットエンジン2基がリフトエンジン用として垂直方向に装備されている。インテイクおよび排気口には扉が設けられ、水平飛行時には閉じられるようになっている。以上の4基のエンジンで垂直離着陸を行うが、この他に水平飛行用としてJ89-GE-5・ジェットエンジン2基が胴体後部に装備されている。操縦手は、8基のエンジン推力の調整を一人で行うこととなっていた。
1960年にモックアップが完成したが、1961年には実用性に問題があるため、開発中止となった。

## F3LとF-109
ベル社は当機の正式採用に向けてD-188にF3L、D-188AにF-109の命名を軍に要請し、D-188についてはXF3L-1の名称が与えられた（与えられなかったとする説もある）が、XF-109の名称は2度の要請を行ったものの却下された。なお、F-109の名称はD-188Aの他にF-101の全天候型、F-106の複座型などにも予定されたが、それぞれF-101B、F-106Bと変更され、またライアン社はX-13を発展させたVTOL戦闘機にも使用を希望したが、計画自体が中止されたため使用されなかった。
他の候補機が別名称になったり計画中止になったことに加えて、ベル社では広報にあたって命名されていないにもかかわらずXF-109の名称を使用していたため、一般的に当機がF-109であると認識されている事が多い。

## 要目（計画値）
- 全長：18.9m
- 全幅：7.24m
- 全高：3.89m
- 自重：6.3t
- エンジン：J89-GE-5・ジェットエンジン（A/B時推力1.7t）6基、J85-GE-19・ジェットエンジン（A/Bなし推力1.4t）2基
- 乗員：1名
- 最大速度：マッハ2.3
- 航続距離：約3,000km
- 武装：20mm機関銃など

## 登場作品
『日本アパッチ族』
日本空軍の戦闘爆撃機として「F-109」が登場。軍のクーデターに呼応して、静岡に設けられた食鉄人種「アパッチ族」の居留地を空爆する。
『バビル2世』
ヨミの組織の戦闘機としてD-188Aをモデルにした機体が登場。エンジンが胴体後部に1基、両翼のナセルに各1基の計3基に変更されている。ヒマラヤの基地に配備されており、基地を襲撃したバビル2世およびロプロスと交戦する。